# Perigrapha pallescens
Perigrapha pallescens là một loài bướm đêm trong họ Noctuidae.